# Těchařovice
Těchařovice (německy Tiecharschowitz) jsou obec v okrese Příbram ve Středočeském kraji, asi 10 km jižně od Příbrami. Žije zde 43 obyvatel.

## Historie
První písemná zmínka o obci pochází z roku 1356.

## Obecní správa

### Části obce
- Těchařovice (k. ú. Těchařovice)

K obci patří také samota Zahájí.
Sousedními obcemi sídla jsou Tochovice, Zbenice, Vrančice, Tušovice a Svojšice.

### Územněsprávní začlenění
Dějiny územněsprávního začleňování zahrnují období od roku 1850 do současnosti. V chronologickém přehledu je uvedena územně administrativní příslušnost obce v roce, kdy ke změně došlo:
- 1850 země česká, kraj Plzeň, politický okres Březnice, soudní okres Mirovice[4]
- 1855 země česká, kraj Písek, soudní okres Mirovice
- 1868 země česká, politický okres Písek, soudní okres Mirovice
- 1939 země česká, Oberlandrat Tábor, politický okres Písek, soudní okres Mirovice[5]
- 1942 země česká, Oberlandrat Plzeň, politický okres Písek, soudní okres Mirovice[6]
- 1945 země česká, správní okres Písek, soudní okres Mirovice[7]
- 1949 Pražský kraj, okres Příbram[8]
- 1960 Středočeský kraj, okres Příbram
- 2003 Středočeský kraj, okres Příbram, obec s rozšířenou působností Příbram

## Doprava

### Dopravní síť
Do obce vede silnice III. třídy. Územím obce vede silnice I/4 (nově budovaná dálnice D4). Železniční trať ani stanice či zastávka na území obce nejsou.
V minulosti okolo obce procházela vlečka ke stavbě Orlické přehrady, která byla uvedena do provozu v roce 1958. Po dokončení stavby hráze vlečka ještě nějakou dobu sloužila armádním účelům.

### Autobusová doprava 2024
Autobusovou dopravu v obci Těchařovice zajišťuje společnost Arriva Střední Čechy. Obec je součástí Pražské integrované dopravy (PID). Pod obec spadají zastávky Těchařovice a Těchařovice,Na Čmíně. Autobusová linka 488 začíná v Příbrami a pokračuje přes Milín, Chraštice, Mirovice, Čimelice a Mirotice až do Písku, přičemž obsluhuje i další obce a vesnice na své trase.

## Turistika
Obec protíná turistická trasa  Milín - Těchařovice - Chraštice - Podholušice.